# Корабельна сторона (Севастополь)
Корабельна сторона (крим. Korabelna yaqı), розмовне Корабелка, раніше Корабельна слобідка — місцевість у Нахімовському районі Севастополя на південному березі Севастопольської бухти на схід від Південної бухти. Назва від Корабельної бухти.
Історично обмежена районом між Південною бухтою на заході та Ушаковою балкою з Малаховим курганом на сході, але у XX ст. назва поширилась на нові райони (вулиця Генерала Мельника, Проспект Перемоги, вулиця Горпищенка).

## Історія
Від самого заснування міста у 1783 році на березі Корабельної бухти побудували казарми для матросів. Майже в той же час тут розпочинається будівництво корабельного заводу, навколо якого селяться його робітники. Первісно в районі проживали більш бідні верстви — рибалки, візники, вантажники, солдатські і матроські сім'ї.
У 1830—1840 роки тут було 352 будинки, проживало понад 1100 осіб.
У 1828 році в в місті введені карантинні обмеження проти епідемії чуми, які були жорстко посилені у 1830 році, що поставило населення Корабельної сторони на межу виживання. У березні — червні цього ж року сталося кілька заворушень, які увійшли в історію під назвою «чумного бунту».
Наприкінці 1830-х збудовані монументальні казарми, які пізніше стали називатися іменем Михайла Лазарєва, тогочасного керівника міста.
Під час Кримської війни укріплення на Малаховому кургані мало визначальне значення у обороні Севастополя. Його взяття французькими військами 7 вересня 1855 року мало наслідком відступ російських військ на північну сторону міста та фактичне припинення бойових дій.
1875 року завершено будівництво залізниці, для чого в районі прокладений останній з 6-ти тунелів — Міський.

## Галерея

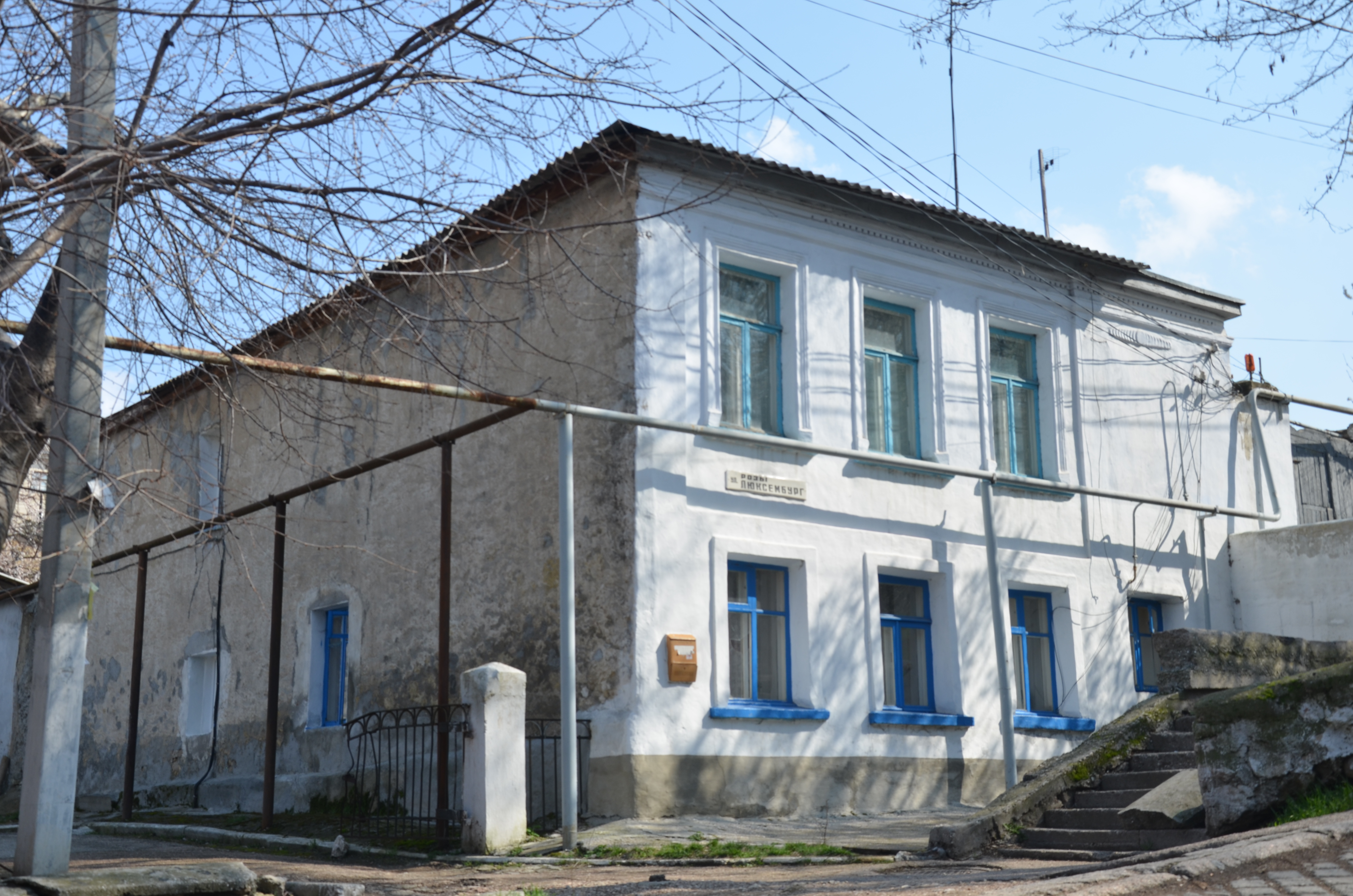
Будинок в історичній частині
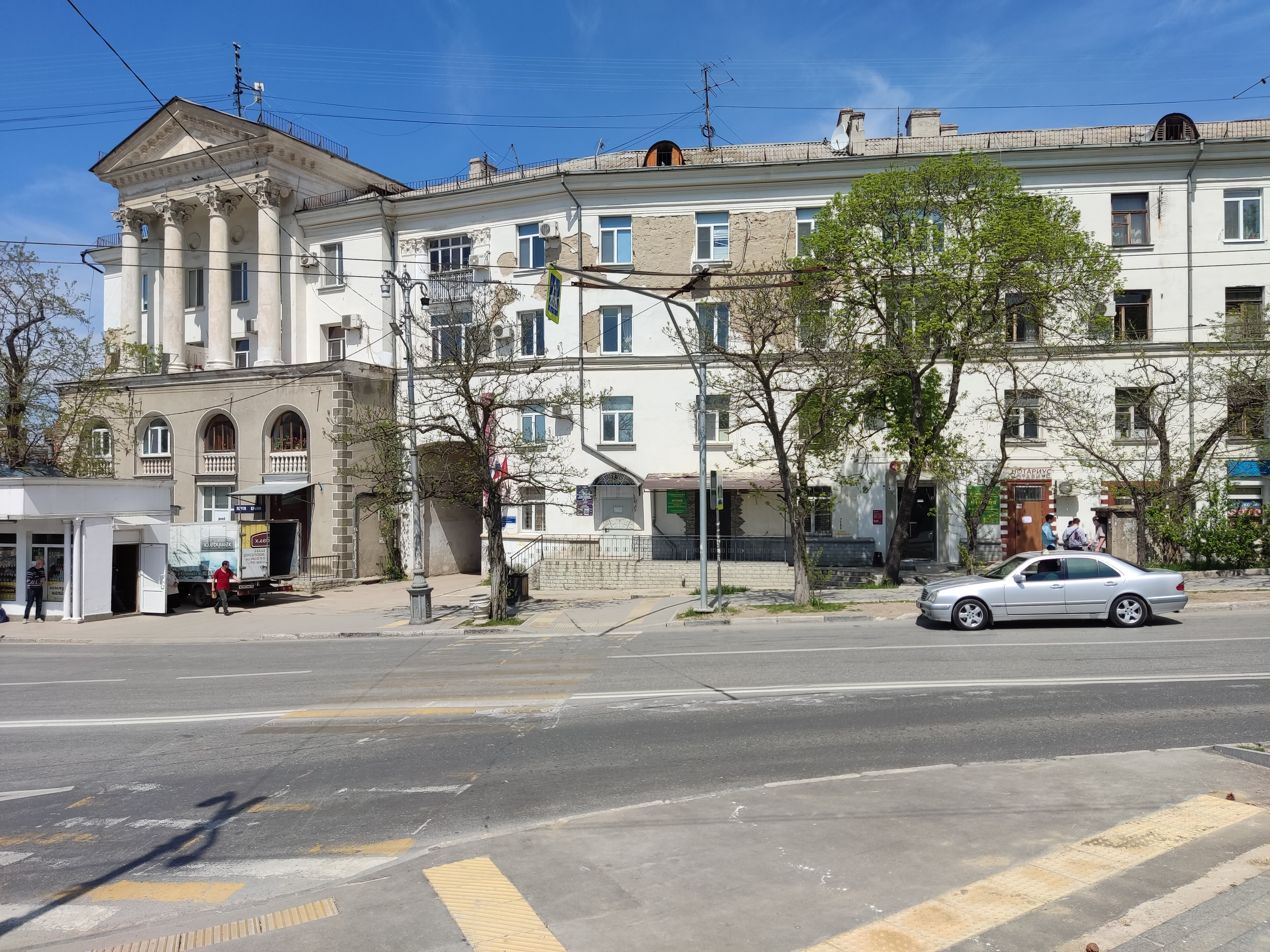
монументальний будинок у стилі радянського класицизму на площі перед Малаховим курганом
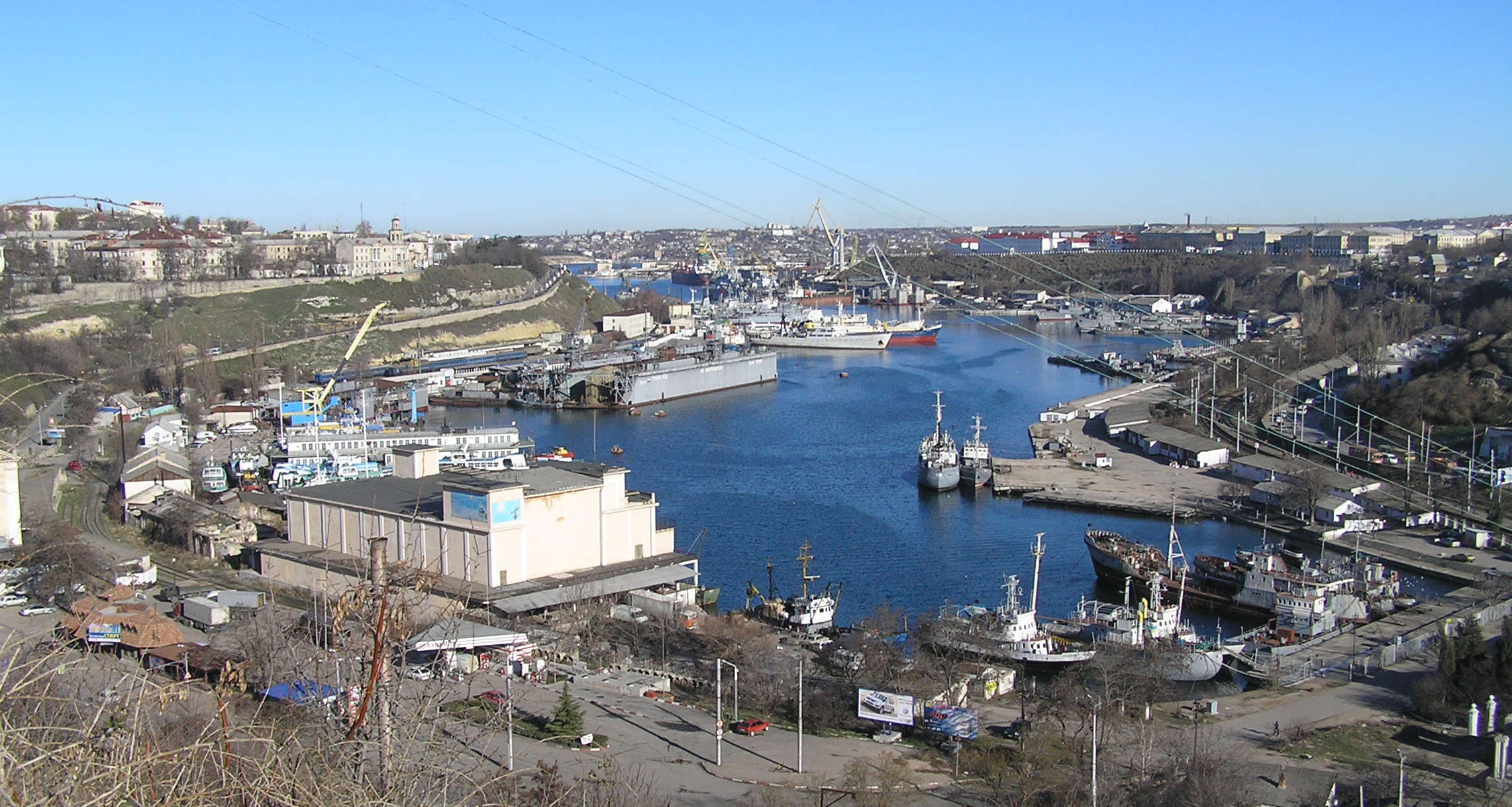
Південна бухта
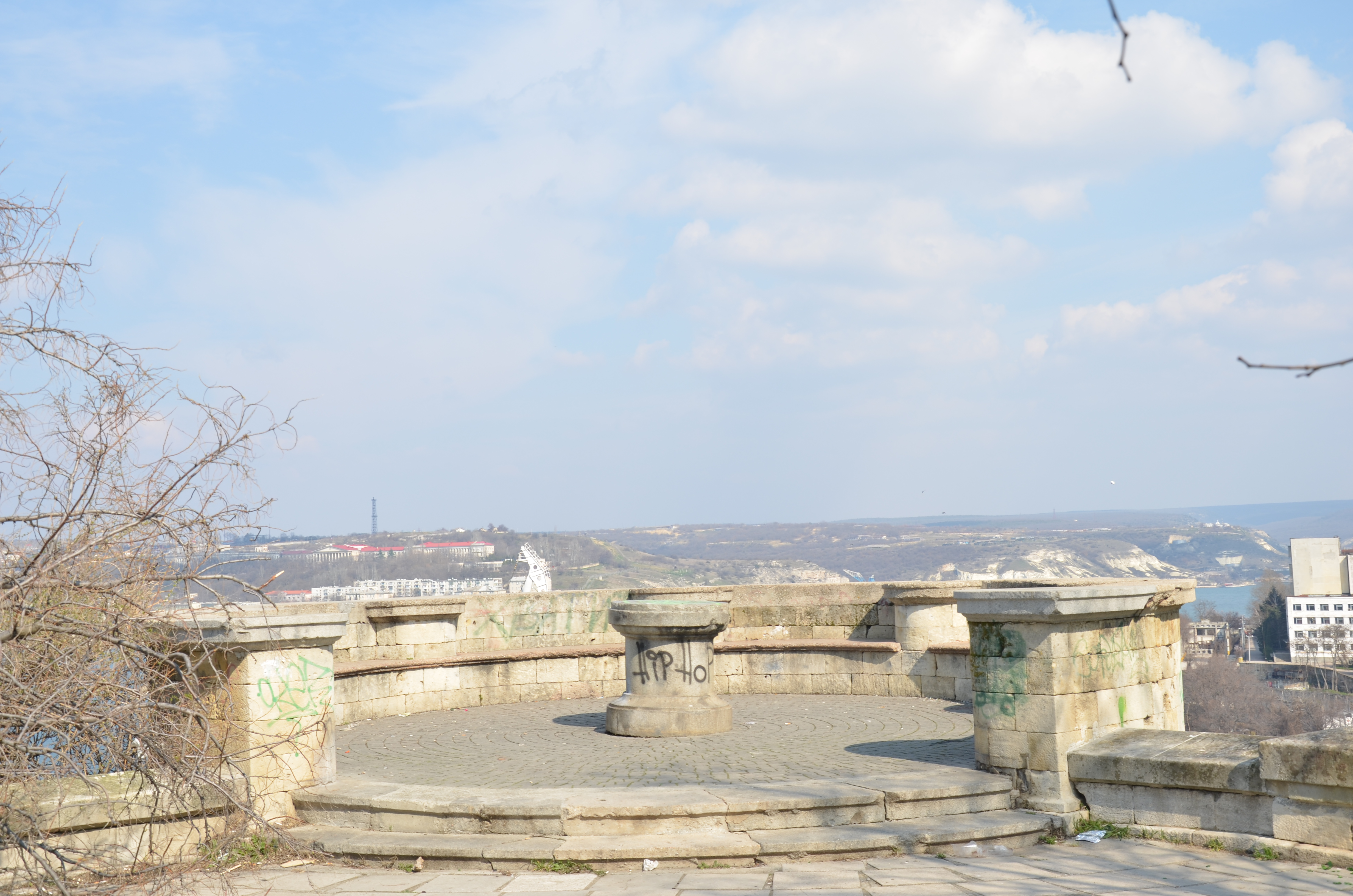
Оглядовий майданчик 1-го бастіону